# Ângelo (football)
Ângelo Gabriel Borges Damaceno dit Ângelo Gabriel, ou encore Ângelo, né le 21 décembre 2004 à Brasilia (Brésil), est un footballeur brésilien qui évolue au poste d'ailier droit au Al-Nassr FC.

## Biographie

### En club

#### Débuts au Santos FC
Né à Brasilia, la capitale du Brésil, Ângelo Gabriel rejoint le centre de formation du Santos FC en 2014, à l'âge de 9 ans. À seulement 15 ans, il commence à jouer avec les U20 du club.
En octobre 2020, l'entraîneur de l'équipe première du Santos FC, Cuca, décide de promouvoir Ângelo Gabriel en équipe première. Le jeune attaquant joue son premier match en professionnel le 25 octobre 2020 lors d'une rencontre de championnat face à Fluminense. Il entre en jeu lors de cette rencontre perdue par son équipe (3-1, score final). Avec cette apparition il devient à 15 ans 10 mois et 4 jours le deuxième plus jeune joueur à participer à un match pour Santos après Coutinho et dépassant Pelé. Le 21 décembre 2020, jour de ses 16 ans, il signe son premier contrat professionnel. Ce contrat le lie avec le Santos FC jusqu'en 2023 avec une option de deux années supplémentaires,.
Le 9 mars 2021, il participe à son premier match de Copa Libertadores en étant titularisé face au Deportivo Lara. Son équipe l'emporte par deux buts à un et il devient avec cette apparition le plus jeune joueur du Santos FC à jouer dans cette compétition, à 16 ans 2 mois et 16 jours, dépassant le record précédemment détenu par Rodrygo. Il inscrit son premier but en professionnel dans cette même compétition, le 7 avril 2021 face aux Argentins de San Lorenzo. Entré en jeu, il marque le dernier but des siens dans le temps additionnel et contribue à la victoire de son équipe (1-3). Cette réalisation fait de lui le plus jeune buteur de l'histoire de la Copa Libertadores, à 16 ans 3 mois et 16 jours. Il bat ainsi un record vieux de 59 ans, détenu jusqu'ici par l'Argentin Juan Carlos Cárdenas (en). Ses prestations ne passent pas inaperçues et en mai 2021 plusieurs clubs européens comme le Liverpool FC et le Real Madrid s'intéressent à lui.
Le 10 décembre 2021, Ângelo Gabriel prolonge finalement son contrat avec le Santos FC jusqu'en décembre 2024. L'accord comprend également une option pour une nouvelle prolongation s'étendant jusqu'en 2026.

#### Transfert au Chelsea FC
Le 16 juillet 2023, Ângelo Gabriel s'engage en faveur du Chelsea FC en paraphant un contrat de cinq ans, soit jusqu'en juin 2028,,. Le montant du transfert est estimé à 15 millions d'euros.

##### Prêt au RC Strasbourg
Le 8 août 2023, Ângelo Gabriel est prêté sans option d'achat au RC Strasbourg pour une saison,,.
Le 24 septembre 2023, il délivre sa première passe décisive sous les couleurs du RC Strasbourg lors d'une rencontre de championnat face au FC Metz. Titulaire, il permet à Habib Diarra de donner la victoire à son équipe (0-1, score final).

#### Départ pour le Al-Nassr FC
Le 2 septembre 2024, Ângelo Gabriel s'engage au Al-Nassr FC en paraphant un contrat de cinq ans. Le montant du transfert est estimé à 23 millions d'euros.

### En sélection
Ângelo Gabriel représente le Brésil en sélection. Il joue avec les moins de 16 ans à partir de 2019 et délivre notamment deux passes décisives le 29 novembre 2019 lors d'une victoire contre le Pérou (3-0).
En octobre 2020, il est convoqué pour la première fois avec les moins de 17 ans.

## Statistiques
| Saison                | Club                  | Championnat           | Championnat | Championnat | Championnat | Coupe nationale | Coupe nationale | Coupe nationale | Coupe de la Ligue | Coupe de la Ligue | Coupe de la Ligue | Compétition(s) continentale(s) | Compétition(s) continentale(s) | Compétition(s) continentale(s) | Compétition(s) continentale(s) | Championnat d'État | Championnat d'État | Championnat d'État | Total | Total | Total |
| Saison                | Club                  | Division              | M.          | B.          | P.d.        | M.              | B.              | P.d.            | M.                | B.                | P.d.              | Comp.                          | M.                             | B.                             | P.d.                           | M.                 | B.                 | P.d.               | M.    | B.    | P.d.  |
| 2020                  | Santos FC             | Serie A               | 9           | 0           | 0           | -               | -               | -               | -                 | -                 | -                 | -                              | -                              | -                              | -                              | -                  | -                  | -                  | 9     | 0     | 0     |
| 2021                  | Santos FC             | Serie A               | 19          | 0           | 0           | 5               | 0               | 0               | -                 | -                 | -                 | CL+CS                          | 8+1                            | 1+0                            | 0+0                            | 9                  | 0                  | 0                  | 42    | 1     | 0     |
| 2022                  | Santos FC             | Serie A               | 27          | 1           | 7           | 5               | 1               | 0               | -                 | -                 | -                 | CS                             | 4                              | 0                              | 0                              | 10                 | 0                  | 0                  | 46    | 2     | 7     |
| 2023                  | Santos FC             | Serie A               | 12          | 2           | 0           | 6               | 0               | 1               | -                 | -                 | -                 | CS                             | 5                              | 0                              | 0                              | 9                  | 0                  | 0                  | 32    | 2     | 1     |
| Sous-total            | Sous-total            | Sous-total            | 67          | 3           | 7           | 16              | 1               | 1               | -                 | -                 | -                 | -                              | 18                             | 1                              | 0                              | 28                 | 0                  | 0                  | 129   | 5     | 8     |
| 2023-2024             | RC Strasbourg (prêt)  | Ligue1                | 21          | 0           | 3           | 4               | -               | -               | -                 | -                 | -                 | -                              | -                              | -                              | -                              | -                  | -                  | -                  | 25    | 0     | 3     |
| Total sur la carrière | Total sur la carrière | Total sur la carrière | 88          | 3           | 10          | 20              | 1               | 1               | -                 | -                 | -                 | -                              | 18                             | 1                              | 0                              | 28                 | 0                  | 0                  | 154   | 5     | 11    |